# Putot-en-Bessin
Putot-en-Bessin é uma ex-comuna francesa na região administrativa da Normandia, no departamento de Calvados. Estendeu-se por uma área de 3,51 km². Em 2010 a comuna tinha 389 habitantes (densidade: 110,8 hab./km²).
Em 1 de janeiro de 2017 foi fundida com as comunas de Bretteville-l'Orgueilleuse, Brouay, Cheux, Le Mesnil-Patry e Sainte-Croix-Grand-Tonne para a criação da nova comuna de Thue et Mue.